# Pirton (Worcestershire)
Pour les articles homonymes, voir Pirton.
Pirton est une localité anglaise située dans le comté du Worcestershire.